# Agència Letona de l'ISBN
L'Agència Letona de l'ISBN (en letó: Latvijas ISBN / ISMN aģentūra) - és una agència responsable de l'assignació del número ISBN per a l'identificador de grup 9984 als llibres i el número ISMN per a música a Letònia. Des del 2008 l'agència forma part de la Biblioteca Nacional de Letònia i es troba localitzada a Riga.
El grup identificador de l'ISBN va ser assignat per l'Agència Internacional de l'ISBN a Letònia el 1992 i l'agència ha estat operand des de 1993.
Des de maig de 2005 l'agència letona ha anat assignant l'ISBN solament per a títols concrets. L'assignació de rangs ISBN no se practica més. Els editors poden adquirir números, ja sigui a l'agència o a través d'internet mitjançant el lloc Lursoft IT.

## Editors
A partir de 2004 la base de dades dels editors de Letònia consta de 1.393 entrades. Al voltant de 400 editors hi eren actius el 2003 i 180 només havien publicat un títol -50 d'ells són autors-editors-. La Biblioteca Nacional de Letònia té una base de dades nacional dels editors. El servei de referència està disponible.
La producció editorial de Letònia el 2006 va ser a la ratlla de 2.500 títols, prop de 5 milions de còpies en resum. La tirada mitjana d'un títol és per damunt de 2.000 còpies. Tres editors han publicat més d'un centenar de títols.

### Temes
- La ficció domina amb 613 títols
- llibres de text amb 411 títols
- ciència, investigació i llibres de divulgació científica 303 títols
- llibres infantils i còmics 233 publicacions
- temes populars 113 títols
- els altres tipus de publicacions no arriben a 100 títols a l'any.

Hi ha 43 editors de música a Letònia (any 2014).